# Točkolotoč
Točkolotoč je česká folková skupina. Založili ji v roce 1984 ve Svitavách příslušníci romské rodiny Peštů, kteří do té doby působili v místních rockových skupinách The Raffaels a Verze 5. Na festivalu Porta skupina získala v roce 1985 čestné uznání poroty a v roce 1986 patřila k vítězům interpretační soutěže. Její hudbu charakterizoval Jiří Černý ve sleevenote debutového alba Čhave Svitevendar: „Točkolotoč překvapivě rychle vytvořil svůj osobitý autorský a interpretační styl, obsahující prvky romského a moravského folklóru, tuzemského folku i rocku. Je rozeznatelný podle obou sólových zpěváků, Gejzy Pešty a Milana Bendíka, typicky romských sborů, melodiky Jiřího kytary a Mirkovy mandolíny a efektních, nicméně spontánně působících mnohovrstevnatých rytmů.“ V devadesátých letech skupina prošla personálními změnami a přidali se k ní i neromští hudebníci, v novějších skladbách se objevuje také inspirace styly jako jazz, country nebo reggae. Točkolotoč úspěšně vystoupil v USA na Smithsonian Folklife Festivalu, uznale se o jeho tvorbě vyslovili Frank Zappa i Paul Simon.

## Sestava
- Gejza Pešta – zpěv
- Jiří Pešta – sólová kytara
- Milan Pešta – perkuse, zpěv
- Miroslav Pešta – mandolína, zpěv
- Bartoloměj Vaško – kytara, zpěv
- Antonín Janko – kytara, zpěv
- Pavel Bolcek – kontrabas, zpěv
- Ondřej Polák – kytara
- Zdeněk Frýbort – bicí[5]

## Diskografie
- 1989 Čhave Svitavendar (Kluci ze Svitav)
- 1999 Kale bala, kale jakha (Černé vlasy, černé oči)
- 2005 So has oda has (Co bylo, to bylo)